# Le Mans
Le Mans là tỉnh lỵ của tỉnh Sarthe, thuộc vùng hành chính Pays de la Loire của nước Pháp, có dân số là 141.432 người (thời điểm 2024)
| Dữ liệu khí hậu của Le Mans (1981–2010)                  | Dữ liệu khí hậu của Le Mans (1981–2010) | Dữ liệu khí hậu của Le Mans (1981–2010) | Dữ liệu khí hậu của Le Mans (1981–2010) | Dữ liệu khí hậu của Le Mans (1981–2010) | Dữ liệu khí hậu của Le Mans (1981–2010) | Dữ liệu khí hậu của Le Mans (1981–2010) | Dữ liệu khí hậu của Le Mans (1981–2010) | Dữ liệu khí hậu của Le Mans (1981–2010) | Dữ liệu khí hậu của Le Mans (1981–2010) | Dữ liệu khí hậu của Le Mans (1981–2010) | Dữ liệu khí hậu của Le Mans (1981–2010) | Dữ liệu khí hậu của Le Mans (1981–2010) | Dữ liệu khí hậu của Le Mans (1981–2010) |
| Tháng                                                    | 1                                       | 2                                       | 3                                       | 4                                       | 5                                       | 6                                       | 7                                       | 8                                       | 9                                       | 10                                      | 11                                      | 12                                      | Năm                                     |
| -------------------------------------------------------- | --------------------------------------- | --------------------------------------- | --------------------------------------- | --------------------------------------- | --------------------------------------- | --------------------------------------- | --------------------------------------- | --------------------------------------- | --------------------------------------- | --------------------------------------- | --------------------------------------- | --------------------------------------- | --------------------------------------- |
| Cao kỉ lục °C (°F)                                       | 17.2 (63.0)                             | 21.0 (69.8)                             | 24.9 (76.8)                             | 30.3 (86.5)                             | 32.4 (90.3)                             | 37.1 (98.8)                             | 40.4 (104.7)                            | 40.5 (104.9)                            | 34.6 (94.3)                             | 30.0 (86.0)                             | 22.2 (72.0)                             | 18.3 (64.9)                             | 40.5 (104.9)                            |
| Trung bình ngày tối đa °C (°F)                           | 7.9 (46.2)                              | 9.1 (48.4)                              | 12.7 (54.9)                             | 15.7 (60.3)                             | 19.5 (67.1)                             | 23.1 (73.6)                             | 25.5 (77.9)                             | 25.4 (77.7)                             | 21.9 (71.4)                             | 17.0 (62.6)                             | 11.4 (52.5)                             | 8.2 (46.8)                              | 16.5 (61.7)                             |
| Tối thiểu trung bình ngày °C (°F)                        | 2.1 (35.8)                              | 1.8 (35.2)                              | 3.7 (38.7)                              | 5.6 (42.1)                              | 9.4 (48.9)                              | 12.4 (54.3)                             | 14.2 (57.6)                             | 13.8 (56.8)                             | 11.0 (51.8)                             | 8.6 (47.5)                              | 4.7 (40.5)                              | 2.5 (36.5)                              | 7.5 (45.5)                              |
| Thấp kỉ lục °C (°F)                                      | −15.2 (4.6)                             | −17.0 (1.4)                             | −11.3 (11.7)                            | −4.9 (23.2)                             | −3.7 (25.3)                             | 1.6 (34.9)                              | 3.9 (39.0)                              | 3.2 (37.8)                              | −0.5 (31.1)                             | −5.4 (22.3)                             | −12.0 (10.4)                            | −21.0 (−5.8)                            | −21.0 (−5.8)                            |
| Lượng Giáng thủy trung bình mm (inches)                  | 67.2 (2.65)                             | 50.9 (2.00)                             | 54.3 (2.14)                             | 53.9 (2.12)                             | 63.0 (2.48)                             | 46.9 (1.85)                             | 56.8 (2.24)                             | 42.7 (1.68)                             | 52.9 (2.08)                             | 66.0 (2.60)                             | 62.7 (2.47)                             | 70.2 (2.76)                             | 687.5 (27.07)                           |
| Số ngày giáng thủy trung bình                            | 11.2                                    | 9.3                                     | 10.2                                    | 9.5                                     | 10.0                                    | 7.3                                     | 7.6                                     | 6.5                                     | 8.0                                     | 10.7                                    | 10.5                                    | 11.8                                    | 112.6                                   |
| Độ ẩm tương đối trung bình (%)                           | 87                                      | 83                                      | 78                                      | 74                                      | 75                                      | 73                                      | 72                                      | 74                                      | 79                                      | 86                                      | 88                                      | 88                                      | 79.8                                    |
| Số giờ nắng trung bình tháng                             | 66.2                                    | 89.7                                    | 134.3                                   | 170.9                                   | 199.7                                   | 224.1                                   | 227.4                                   | 224.9                                   | 181.0                                   | 118.8                                   | 70.9                                    | 63.9                                    | 1.771,8                                 |
| Nguồn 1: Meteo France                                    |                                         |                                         |                                         |                                         |                                         |                                         |                                         |                                         |                                         |                                         |                                         |                                         |                                         |
| Nguồn 2: Infoclimat.fr (độ ẩm, ngày tuyết rơi 1961–1990) |                                         |                                         |                                         |                                         |                                         |                                         |                                         |                                         |                                         |                                         |                                         |                                         |                                         |

## Các thành phố kết nghĩa
- Suzuka (Nhật Bản)
- Paderborn (Đức)
- Rostov-on-Don (Nga)
- Volos (Hy Lạp)
- Bolton (Vương quốc Liên hiệp Anh và Bắc Ireland)

## Những người con của thành phố
- Joachim du Bellay, nhà cải cách ngôn ngữ thời Phục Hưng
- Laurent Brochard, vận động viên đua xe đạp
- Alexis-Armand Charost, tổng Giám mục của Rennes
- Jimmy Engoulvent, vận động viên đua xe đạp
- François Fillon, Bộ trưởng Bộ Giáo dục Pháp
- Jean Françaix, nhà soạn nhạc và nghệ sĩ dương cầm
- Maryan Hary, vận động viên đua xe đạp
- Odo của Cluny, cha trưởng tu viện thứ nhì của tu viện Cluny
- Paul Scarron, nhà văn
- Wilbur Wright, nhà tiên phong trong lĩnh vực hàng không
- Henry II của Anh, vua Anh, sinh tại Le Mans